# Permissão internacional para dirigir
Uma Permissão Internacional para Dirigir (PID) ou Licença Internacional de Condução (LIC), muitas vezes chamada de carteira de habilitação internacional ou carta de condução internacional, é uma tradução de uma carta de condução (carteira de habilitação) nacional que permite ao titular conduzir (dirigir) um veículo motorizado particular em qualquer país ou jurisdição que reconheça este documento. O termo Permissão Internacional para Dirigir (Licença Internacional de Condução) foi mencionado pela primeira vez no documento prescrito na Convenção Internacional relativa ao Trânsito Automóvel, assinada em Paris em 1926, e é uma tradução do francês "permis de conduire international". O Tratado de Paris, e todos os subsequentes, utilizam a palavra "permissão" ("licença") exclusivamente em relação a todos os tipos de carta de condução (carteira de motorista).

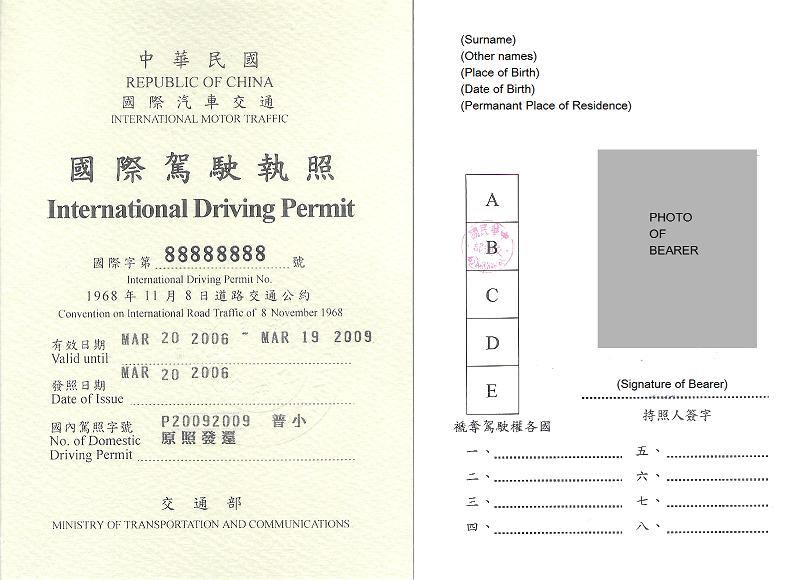
Uma Permissão Internacional para Dirigir (Licença Internacional de Condução) emitida pela República da China (Taiwan).

As Permissões Internacionais para Dirigir (Licenças Internacionais de Condução) são regidas por três convenções internacionais: a Convenção Internacional de Paris relativa à Circulação Automóvel de 1926 (complementada pela Convenção Internacional de Paris relativa à Circulação Rodoviária de 1926), a Convenção de Genebra sobre a Circulação Rodoviária de 1949 e a Convenção de Viena sobre a Circulação Rodoviária de 1968. No entanto, a mais antiga convenção sobre circulação rodoviária é a Convenção Internacional Relativa à Circulação de Automóveis de 1909 (1909 Convention with Respect to the International Circulation of Motor Vehicles). Quando um Estado é contratante de mais do que uma convenção, a mais recente entra em vigor e substitui as anteriores.
A PDI (LIC), cujo seu tamanho A6 (148 × 105 mm) é um pouco maior do que um passaporte, tem a capa cinzenta e as páginas internas brancas. A parte externa e interna da capa devem ser impressas em, pelo menos, uma das línguas nacionais do Estado emissor. As duas últimas páginas internas devem ser impressas em francês, e as páginas anteriores a essas duas páginas deverão repetir a primeira delas em várias línguas, as quais devem incluir obrigatoriamente o inglês, o russo e espanhol (castelhano).

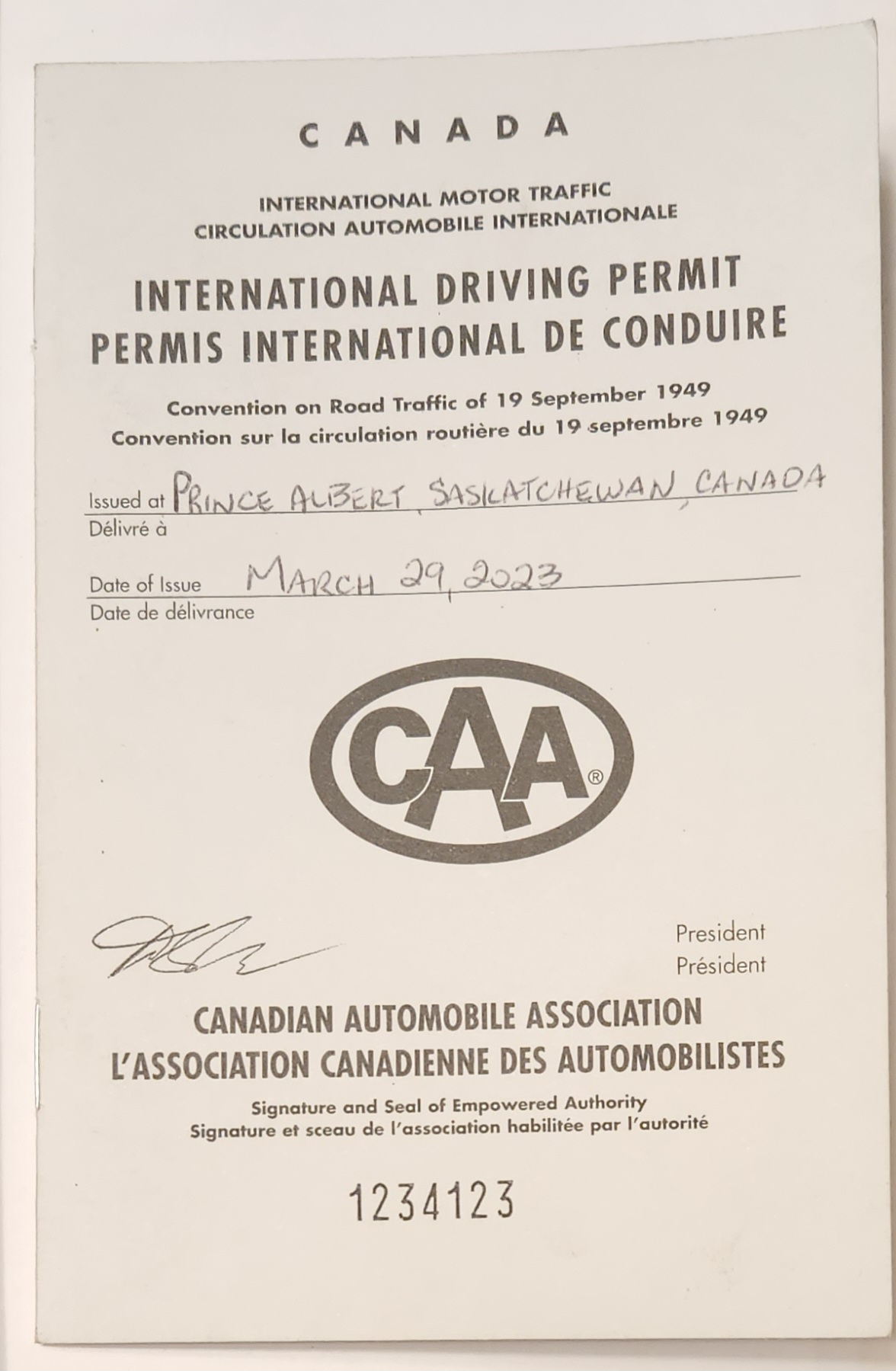
Capa de uma Permissão Internacional para Dirigir (Licença Internacional de Condução) canadiana (canadense) emitida pela Canadian Automobile Association a 29 de março de 2023 em Prince Albert, Sascachevão, Canadá.

As PDI (LIC) são emitidas diretamente pelo governo nacional (através de departamentos governamentais), ou indiretamente, sob autorização de cada Estado Parte, através de uma rede de organizações da AIT/FIA ou por qualquer associação devidamente habilitada para tal por esse Estado enquanto Parte Contratante. Neste último caso, as organizações emissoras são, na sua maioria, associações automobilísticas, como o Automóvel Club de Portugal em Portugal, o Automóvel Clube Brasileiro no Brasil, a Associação Automobilística Americana nos Estados Unidos da América, a Federação Norueguesa do Automóvel na Noruega e o Riksförbundet M Sverige na Suécia. Como existem muitos vendedores não oficiais na Internet, a AIT/FIA criou um diretório aprovado para todas as organizações oficiais emissoras de Permissões Internacionais para Dirigir (Licenças Internacionais de Condução) no mundo.
Para ser válida, a PDI (LIC) tem obrigatoriamente de estar acompanhada de uma carta de condução (carteira de habilitação) válida emitida no país de residência do requerente. Não é necessário uma PDI (LIC) se a carta de condução (carteira de habilitação) nacional atender aos requisitos das convenções de 1949 ou de 1968; a licença nacional pode ser usada diretamente numa jurisdição estrangeira que seja parte dessa convenção. Para além disso, outras disposições suprimem a necessidade de uma PDI (LIC) em alguns países, como, por exemplo, a carta de condução europeia válida no Espaço Económico Europeu (EEE), ou as cartas de condução dos estados-membros da Associação das Nações do Sudeste Asiático (ASEAN) válidas entre si.

## Informações do condutor (motorista)

### Convenção de 1968 (conforme a alteração de 2011)

A convenção foi ratificada por 83 países/jurisdições. Vários países/jurisdições rejeitam esta Convenção. Exemplos dos diversos países/jurisdições que não ratificam esta Convenção incluem Austrália, Canadá, China, Chipre, Islândia, Irlanda, Malásia, Malta, Nova Zelândia e Estados Unidos da América.
As principais regulamentações relativas às cartas de condução (carteiras de habilitação) estão no Anexo 6 (Carta de condução nacional ou Carteira de habilitação nacional) e no Anexo 7 (Licença internacional de condução ou Permissão international para dirigir). A versão atualmente ativa está em vigor em cada Parte contratante desde, o mais tardar, 29 de março de 2011 (Artigo 43.º). De acordo com a Convenção de Viena de 1968, uma PDI (LIC) deve ter uma data de validade não superior a (3) três anos a partir da data da sua emissão ou até a data de expiração da licença nacional de dirigir, o que ocorrer primeiro, e é válido por um período de um ano após a data de expiração. chegada ao país estrangeiro.
O Artigo 41.º da convenção descreve os requisitos aplicáveis às cartas de condução (carteiras de habilitação). Os principais são:
- todo condutor de veículo automóvel deve possuir uma carta de condução (carteira de habilitação);
- a autorização de condução só pode ser emitida após aprovação obrigatória em exames teóricos e práticos, regulamentados por cada país ou jurisdição;
- As Partes contratantes reconhecerão como válidos para a condução nos seus territórios:
  - carta de condução (carteira de motorista) nacional em conformidade com as disposições do Anexo 6 da convenção;
  - A Licença Internacional de Condução (LIC) ou Permissão Internacional para Dirigir (PID) em conformidade com o disposto no Anexo 7 da convenção, desde que seja apresentada obrigatoriamente com a correspondente carta de condução (carteira de motorista) nacional;
- As cartas de condução (carteiras de habilitação) dependem diretamente do estatuto da residência do seu titular no território de cada Parte contratante; as cartas de condução (carteiras de habilitação) emitidas por uma Parte contratante serão reconhecidas no território de outra Parte contratante somente até ao momento em que este território se torne o local de residência normal do seu titular, isto é, obrigatoriamente apenas até ao momento em que o seu titular receba uma autorização de residência (permissão de residência). A partir desse momento, o seu titular, para continuar a conduzir (dirigir) de modo legal, terá obrigatoriamente de obter uma carta de condução (carteira de motorista) válida emitida pelo novo país/jurisdição em que reside;
- todos os itens anteriores não se aplicam às licenças de aprendizagem (permissão de motorista aprendiz);
- o período de validade de uma carta de condução internacional não pode ser superior a (3) três anos após a data de emissão ou até à data de caducidade da carta de condução (carteira de habilitação) nacional, conforme o que ocorrer primeiro;
- As Partes contratantes podem recusar o reconhecimento da validade das cartas de condução (carteira de habilitação) de menores de (18) dezoito anos de idade ou, para as categorias C, D, CE e DE, de menores de (21) vinte e um anos de idade;
- a Licença Internacional de Condução (LIC) ou Permissão Internacional para Dirigir (PID) só pode ser emitida pela Parte contratante em cujo território o titular tem a sua residência habitual oficial e que emitiu a carta de condução (carteira de motorista) nacional ou que reconheceu a carta de condução (carteira de motorista) emitida por outra Parte contratante; não será válido para utilização nesse território.

| Categoria | Descrição | Categoria | Descrição |
| --------- | --- | --------- | --- |
| A         | Motociclos. | A1        | Motociclos com cilindrada não superior a 125 cm³ e potência não superior a 11 kW (motociclos leves) |
| B         | Veículos automóveis, exceto os da categoria A, com massa máxima admissível não superior a 3.500 kg e não superior a oito lugares sentados para além do lugar do condutor; ou veículos automóveis da categoria B atrelados a um reboque cuja massa máxima admissível não exceda 750 kg; ou veículos a motor da categoria B atrelados a um reboque cuja massa máxima admissível exceda 750 kg, mas não exceda a massa sem carga do veículo a motor, quando a massa máxima admissível combinada dos veículos assim atrelados não exceda 3.500 kg. | B1        | Triciclos a motor e quadriciclos. |
| C         | Veículos automóveis, exceto os da categoria D, com massa máxima admissível superior a 3.500 kg; ou veículos automóveis da categoria С atrelados a um reboque cuja massa máxima admissível não exceda 750 kg. | C1        | Veículos automóveis, com exceção dos da categoria D, cuja massa máxima admissível exceda 3.500 kg mas não exceda 7.500 kg; ou veículos automóveis da subcategoria C1 atrelados a um reboque cuja massa máxima admissível não exceda 750 kg.                                                             |
| D         | Veículos automóveis destinados ao transporte de passageiros e com mais de oito lugares sentados além do lugar do condutor; ou veículos automóveis da categoria D atrelados a um reboque cuja massa máxima admissível não exceda 750 kg. | D1        | Veículos automóveis destinados ao transporte de passageiros com mais de 8 lugares além do lugar do condutor, mas não mais de 16 lugares para além do lugar do condutor; ou veículos automóveis da subcategoria D1 atrelados a um reboque cuja massa máxima admissível não exceda 750 kg.                |
| BE        | Veículos automóveis da categoria B atrelados a um reboque cuja massa máxima admissível exceda 750 kg e exceda a massa sem carga do veículo automóvel; ou veículos a motor da categoria B atrelados a um reboque cuja massa máxima admissível exceda 750 kg, quando a massa máxima admissível combinada dos veículos assim atrelados exceder 3.500 kg. |           | |
| CE        | Veículos automóveis da categoria С atrelados a um reboque cuja massa máxima admissível exceda 750 kg. | C1E       | Veículos a motor da subcategoria C1 atrelados a um reboque cuja massa máxima admissível exceda 750 kg, mas não exceda a massa sem carga do veículo a motor, quando a massa máxima admissível combinada dos veículos assim atrelados não exceda 12.000 kg.                                               |
| DE        | Veículos automóveis da categoria D atrelados a um reboque cuja massa máxima admissível exceda 750 kg. | D1E       | Veículos a motor da subcategoria D1 atrelados a um reboque, não utilizados para o transporte de pessoas, cuja massa máxima admissível exceda 750 kg, mas não exceda a massa sem carga do veículo a motor, quando a massa máxima admissível combinada dos veículos assim acoplados não excede 12.000 kg. |

### Convenção de 1968 (original)
A convenção sofreu alterações a 3 de setembro de 1993 e a 28 de março de 2006. A nível da Europa, também existe um Acordo Europeu que complementa a Convenção relativa ao Trânsito Rodoviário (European Agreement supplementing the Convention on Road Traffic), que foi concluído em Genebra, a 1 de maio de 1971.
Observe que antes de 29 de março de 2011 a convenção exigia que as Partes contratantes reconhecessem como válidos para conduzir (dirigir) nos seus territórios:
- qualquer carta de condução (carteira de habilitação) nacional redigida na sua língua nacional ou numa das suas línguas nacionais ou, se não for redigida nessa língua, acompanhada de uma tradução juramentada;
- qualquer carta de condução (carteira de habilitação) nacional em conformidade com as disposições do Anexo 6 da convenção; e
- qualquer carta de condução (carteira de habilitação) internacional em conformidade com as disposições do Anexo 7 da convenção.

Antes de 29 de março de 2011, o Anexo 6 e o Anexo 7 definiam formas de carta de condução (carteira de habilitação) diferentes daquelas definidas após essa data. As cartas de condução (carteiras de habilitação) emitidas antes de 29 de março de 2011 que correspondam às edições anteriores dos anexos são válidas até à data de caducidade (Artigo 43.º).
| Classe | Descrição |
| ------ | --- |
| A      | Motociclos. |
| B      | Veículos automóveis, exceto os da categoria A, com peso máximo autorizado não superior a 3.500 kg e não superior a oito lugares sentados para além do lugar do condutor.                                 |
| C      | Veículos automóveis destinados ao transporte de mercadorias e cujo peso máximo autorizado exceda 3.500 kg.                                                                                               |
| D      | Veículos automóveis destinados ao transporte de passageiros e com mais de oito lugares sentados, para além do lugar do condutor.                                                                         |
| E      | Combinações de veículos cujos veículos acoplados pertencem a uma categoria ou categorias para as quais o condutor está licenciado (B e/ou C e/ou D), mas que se enquadram nessa categoria ou categorias. |

### Convenção de 1949
A Convenção de Genebra sobre a Circulação Rodoviária de 1949 foi ratificada por 101 Estados. A descrição da Convenção de 1949 sobre uma carta de condução (carteira de habilitação) e uma carta de condução internacional (carteira de habilitação internacional) está contida nos Anexos 9 e 10. A Suíça assinou, mas não ratificou a convenção. A Convenção de Genebra de 1949 estabelece que uma PDI (LIC) permanece válida por um ano a partir da data de emissão, com um período de carência de (6) seis meses.
Existe um Acordo Europeu que complementa a Convenção sobre sobre a Circulação Rodoviária de 1949, para além do Protocolo sobre Sinais e Sinais Rodoviários de 1949, concluído em Genebra em 16 de setembro de 1950.
| Classe | Descrição |
| ------ | --- |
| A      | Motociclos, com ou sem veículo lateral (sidecar), carruagens para deficientes e veículos motorizados de três rodas com peso vazio não superior a 400 kg (900 lbs). |
| B      | Veículos automóveis destinados ao transporte de passageiros que incluam, para além do lugar do condutor, no máximo oito lugares, ou os utilizados ao transporte de mercadorias e com peso máximo autorizado não superior a 3.500 kg. Os veículos desta categoria podem ser atrelados a reboque leve. |
| C      | Veículos automóveis utilizados para o transporte de mercadorias e cujo peso máximo autorizado exceda 3.500 kg. Os veículos desta categoria podem ser atrelados a reboque leve. |
| D      | Veículos automóveis destinados ao transporte de passageiros e que incluam, para além do lugar do condutor, mais de oito lugares. Os veículos desta categoria podem ser atrelados a reboque leve. |
| E      | Veículos automóveis das categorias B, C ou D, conforme autorizado acima, com reboque que não seja leve. |

- "Peso máximo admissível" de um veículo significa o peso do veículo e a sua carga máxima quando o veículo está pronto para circular.[15]
- "Carga máxima" significa o peso da carga declarado permitido pela autoridade competente do país (ou jurisdição) de matrícula do veículo.[15]
- "Reboques leves" serão aqueles com peso máximo permitido não superior a 750 kg.[15]

### Convenção de 1926
A Convenção Internacional relativa ao Trânsito Automóvel de 1926 é a mais antiga Convenção a abordar a PDI (LIC). Só é obrigatória na Somália. As licenças internacionais para dirigir de acordo com a Convenção Internacional relativa à Circulação Automóvel de 1926 também podem ainda ser válidas no Liechtenstein e no México. No entanto, ambos são partes das convenções posteriores acima mencionadas, portanto a convenção assinada mais recentemente é a válida. O México também reconhece a Permissão Interamericana para Dirigir ou Licença Interamericana de Condução (Inter-American Driving Permit) de acordo com a Convenção sobre a Regulamentação do Trânsito Automóvel Interamericano de 1943 (Regulation of Inter-American Automotive Traffic 1943). No entanto, a mais antiga convenção sobre circulação rodoviária é a Convenção Internacional Relativa à Circulação de Automóveis de 1909 (1909 Convention with Respect to the International Circulation of Motor Vehicles).
| Classe | Descrição                                                   |
| ------ | ----------------------------------------------------------- |
| A      | Veículos automóveis cujo peso em carga não exceda 3.500 kg. |
| B      | Veículos automóveis cujo peso em carga exceda 3.500 kg.     |
| C      | Motociclos, com ou sem veículo lateral (sidecar).           |

### Validade
De acordo com a Convenção de Viena de 1968, uma PDI (LIC) deve ter uma data de validade não superior a (3) três anos a partir da data de sua emissão ou até a data de expiração da carta de condução (carteira de habilitação) nacional, consoante o que ocorrer primeiro, e é válido por um período de um ano após a data de chegada ao país estrangeiro. A convenção anterior (Convenção de Genebra de 1949) estabelecia que uma PDI (LIC) permanecia válida por um (1) ano a partir da data de emissão.
A PDI (LIC) não é válida para conduzir (dirigir) no país ou jurisdição onde foi emitido, só pode ser utilizado em países estrangeiros e tem de ser obrigatoriamente apresentada junto com a carta de condução (carteira de habilitação) nacional original do seu titular emitida pelo país/jurisdição onde tem a sua residência oficial e do qual prove que possui um documento de viagem oficial (passaporte) válido.

## Países e Jurisdições que reconhecem a PDI (LIC)
| Participante                                      | Viena 1968 Prazo de validade da PDI (LIC) de 3 anos | Genebra 1949 Prazo de validade da PDI (LIC) de 1 ano | Paris 1926 Prazo de validade da PDI (LIC) de 1 ano |
| ------------------------------------------------- | --------------------------------------------------- | ---------------------------------------------------- | -------------------------------------------------- |
| Albânia                                           | Sim                                                 | Sim                                                  |                                                    |
| Argélia                                           |                                                     | Sim                                                  |                                                    |
| Argentina                                         |                                                     | Sim                                                  | Sim                                                |
| Arménia                                           | Sim                                                 |                                                      |                                                    |
| Austrália                                         |                                                     | Sim                                                  |                                                    |
| Áustria                                           | Sim                                                 | Sim                                                  | Sim                                                |
| Azerbaijão                                        | Sim                                                 |                                                      |                                                    |
| Bahamas                                           | Sim                                                 |                                                      |                                                    |
| Bahrain                                           | Sim                                                 |                                                      |                                                    |
| Bangladesh                                        |                                                     | Sim                                                  |                                                    |
| Barbados                                          |                                                     | Sim                                                  |                                                    |
| Bielorrússia (Belarus)                            | Sim                                                 |                                                      |                                                    |
| Bélgica                                           | Sim                                                 | Sim                                                  |                                                    |
| Benin                                             | Sim                                                 | Sim                                                  |                                                    |
| Bósnia e Herzegovina                              | Sim                                                 |                                                      |                                                    |
| Botsuana                                          |                                                     | Sim                                                  |                                                    |
| Brasil                                            | Sim                                                 |                                                      |                                                    |
| Brunei                                            |                                                     | Sim                                                  |                                                    |
| Bulgária                                          | Sim                                                 | Sim                                                  | Sim                                                |
| Burkina Faso                                      |                                                     | Sim                                                  |                                                    |
| Cabo Verde                                        | Sim                                                 |                                                      |                                                    |
| Cambodja**                                        |                                                     | Sim                                                  |                                                    |
| Canadá                                            |                                                     | Sim                                                  |                                                    |
| República Centro Africana                         | Sim                                                 | Sim                                                  |                                                    |
| Chile                                             | Sim                                                 | Sim                                                  | Sim                                                |
| Congo                                             |                                                     | Sim                                                  |                                                    |
| Costa Rica                                        | Sim                                                 |                                                      |                                                    |
| Costa do Marfim                                   | Sim                                                 | Sim                                                  |                                                    |
| Croácia                                           | Sim                                                 | Sim                                                  |                                                    |
| Cuba                                              | Sim                                                 | Sim                                                  | Sim                                                |
| Chipre                                            |                                                     | Sim                                                  |                                                    |
| Chéquia                                           | Sim                                                 | Sim                                                  |                                                    |
| Congo, República Democrática                      | Sim                                                 | Sim                                                  |                                                    |
| Dinamarca                                         | Sim                                                 | Sim                                                  |                                                    |
| República Dominicana                              |                                                     | Sim                                                  |                                                    |
| Equador                                           | Sim                                                 | Sim                                                  |                                                    |
| Egito                                             |                                                     | Sim                                                  | Sim                                                |
| Estónia                                           | Sim                                                 | Sim                                                  |                                                    |
| Etiópia                                           |                                                     | Sim                                                  |                                                    |
| Fiji                                              |                                                     | Sim                                                  |                                                    |
| Finlândia                                         | Sim                                                 | Sim                                                  |                                                    |
| França                                            | Sim                                                 | Sim                                                  | Sim                                                |
| Geórgia                                           | Sim                                                 | Sim                                                  |                                                    |
| Alemanha                                          | Sim                                                 | Sim                                                  | Sim                                                |
| Gana                                              | Sim                                                 | Sim                                                  |                                                    |
| Grécia                                            | Sim                                                 | Sim                                                  |                                                    |
| Guatemala                                         |                                                     | Sim                                                  | Sim                                                |
| Guiana                                            | Sim                                                 |                                                      |                                                    |
| Haiti                                             |                                                     | Sim                                                  |                                                    |
| Santa Sé (Vaticano)                               | Sim                                                 | Sim                                                  |                                                    |
| Honduras                                          | Sim                                                 |                                                      |                                                    |
| Hong Kong                                         |                                                     | Sim                                                  |                                                    |
| Hungria                                           | Sim                                                 | Sim                                                  | Sim                                                |
| Islândia                                          |                                                     | Sim                                                  |                                                    |
| Índia                                             |                                                     | Sim                                                  |                                                    |
| Indonésia                                         | Sim                                                 |                                                      |                                                    |
| Irão (República Islâmica do)                      | Sim                                                 | Sim                                                  |                                                    |
| Iraque                                            | Sim                                                 |                                                      |                                                    |
| Irlanda                                           |                                                     | Sim                                                  |                                                    |
| Israel                                            | Sim                                                 | Sim                                                  |                                                    |
| Itália                                            | Sim                                                 | Sim                                                  | Sim                                                |
| Jamaica                                           |                                                     | Sim                                                  |                                                    |
| Japão                                             |                                                     | Sim                                                  |                                                    |
| Jordânia                                          |                                                     | Sim                                                  |                                                    |
| Casaquistão                                       | Sim                                                 |                                                      |                                                    |
| Quénia                                            | Sim                                                 |                                                      |                                                    |
| Kuwait                                            | Sim                                                 |                                                      |                                                    |
| Quirguistão                                       | Sim                                                 | Sim                                                  |                                                    |
| Laos                                              |                                                     | Sim                                                  |                                                    |
| Letónia                                           | Sim                                                 |                                                      |                                                    |
| Líbano                                            |                                                     | Sim                                                  |                                                    |
| Lesoto                                            |                                                     | Sim                                                  |                                                    |
| Libéria                                           | Sim                                                 |                                                      |                                                    |
| Liechtenstein                                     | Sim                                                 | Sim                                                  |                                                    |
| Lituânia                                          | Sim                                                 | Sim                                                  |                                                    |
| Luxemburgo                                        | Sim                                                 | Sim                                                  | Sim                                                |
| Madagáscar                                        |                                                     | Sim                                                  |                                                    |
| Malawi                                            |                                                     | Sim                                                  |                                                    |
| Malásia                                           |                                                     | Sim                                                  |                                                    |
| Mali                                              |                                                     | Sim                                                  |                                                    |
| Malta                                             |                                                     | Sim                                                  |                                                    |
| México                                            | Sim                                                 |                                                      | Sim                                                |
| Mónaco                                            | Sim                                                 | Sim                                                  | Sim                                                |
| Mongólia                                          | Sim                                                 |                                                      |                                                    |
| Montenegro                                        | Sim                                                 | Sim                                                  |                                                    |
| Morrocos                                          | Sim                                                 | Sim                                                  | Sim                                                |
| Myanmar (Birmânia)                                | Sim                                                 |                                                      |                                                    |
| Namíbia                                           |                                                     | Sim                                                  |                                                    |
| Nepal                                             | Sim                                                 | Sim                                                  |                                                    |
| Países Baixos                                     | Sim                                                 | Sim                                                  |                                                    |
| Nova Zelândia                                     |                                                     | Sim                                                  |                                                    |
| Níger                                             | Sim                                                 | Sim                                                  |                                                    |
| Nigéria                                           | Sim                                                 | Sim                                                  |                                                    |
| Macedónia do Norte                                | Sim                                                 |                                                      |                                                    |
| Noruega                                           | Sim                                                 | Sim                                                  |                                                    |
| Omã                                               | Sim                                                 |                                                      |                                                    |
| Paquistão                                         | Sim                                                 |                                                      |                                                    |
| Papua-Nova Guiné                                  |                                                     | Sim                                                  |                                                    |
| Paraguai                                          |                                                     | Sim                                                  |                                                    |
| Perú                                              | Sim                                                 | Sim                                                  | Sim                                                |
| Filipinas                                         | Sim                                                 | Sim                                                  |                                                    |
| Polónia                                           | Sim                                                 | Sim                                                  | Sim                                                |
| Portugal                                          | Sim                                                 | Sim                                                  | Sim                                                |
| Qatar                                             | Sim                                                 |                                                      |                                                    |
| China, República da (Taiwan)                      | Sim                                                 | Sim                                                  |                                                    |
| Coreia, Republic da                               | Sim                                                 | Sim                                                  |                                                    |
| Moldova, República da (Moldávia)                  | Sim                                                 |                                                      |                                                    |
| Roménia                                           | Sim                                                 | Sim                                                  | Sim                                                |
| Federação Russa                                   | Sim                                                 | Sim                                                  |                                                    |
| Ruanda                                            |                                                     | Sim                                                  |                                                    |
| São Marino                                        | Sim                                                 | Sim                                                  |                                                    |
| Arábia Saudita                                    | Sim                                                 |                                                      |                                                    |
| Senegal                                           | Sim                                                 | Sim                                                  |                                                    |
| Sérvia                                            | Sim                                                 | Sim                                                  |                                                    |
| Seychelles                                        | Sim                                                 |                                                      |                                                    |
| Serra Leoa                                        |                                                     | Sim                                                  |                                                    |
| Singapura                                         |                                                     | Sim                                                  |                                                    |
| Eslováquia                                        | Sim                                                 | Sim                                                  |                                                    |
| Eslovénia                                         | Sim                                                 | Sim                                                  |                                                    |
| África do Sul                                     | Sim                                                 | Sim                                                  |                                                    |
| Espanha                                           | Sim                                                 | Sim                                                  |                                                    |
| Sri Lanka (Ceilão)                                |                                                     | Sim                                                  |                                                    |
| Suécia                                            | Sim                                                 | Sim                                                  |                                                    |
| Suíça                                             | Sim                                                 | Sim                                                  | Sim                                                |
| República Árabe Síria                             |                                                     | Sim                                                  |                                                    |
| Tajiquistão                                       | Sim                                                 |                                                      |                                                    |
| Tailândia                                         | Sim                                                 | Sim                                                  |                                                    |
| Togo                                              |                                                     | Sim                                                  |                                                    |
| Trindade e Tobago                                 |                                                     | Sim                                                  |                                                    |
| Tunísia                                           | Sim                                                 | Sim                                                  | Sim                                                |
| Turquia                                           | Sim                                                 | Sim                                                  |                                                    |
| Turquemenistão                                    | Sim                                                 |                                                      |                                                    |
| Uganda                                            |                                                     | Sim                                                  |                                                    |
| Ucrânia                                           | Sim                                                 |                                                      |                                                    |
| Emirados Árabes Unidos                            | Sim                                                 | Sim                                                  |                                                    |
| Reino Unido da Grã-Bretanha e da Irlanda do Norte | Sim                                                 | Sim                                                  |                                                    |
| Estados Unidos da América                         |                                                     | Sim                                                  |                                                    |
| Uruguai                                           | Sim                                                 |                                                      | Sim                                                |
| Usbequistão                                       | Sim                                                 |                                                      |                                                    |
| Venezuela                                         | Sim                                                 | Sim                                                  |                                                    |
| Vietname                                          | Sim                                                 |                                                      |                                                    |
| Zimbabué                                          | Sim                                                 | Sim                                                  |                                                    |

** PDI (LIC) tem obrigatoriamente de ser trocada (exchanged) por uma carta de condução (carteira de habilitação) local.
- Nas relações entre os Estados Contratantes, a Convenção de Genebra de 1949 afastou e substituiu a Convenção Internacional relativa à Circulação Automóvel e a Convenção Internacional relativa à Circulação Rodoviária, assinadas em Paris a 24 de abril de 1926, e a Convenção sobre a Regulamentação do Trânsito Automóvel Interamericano abriu para assinatura em Washington a 15 de dezembro de 1943.[34][35]
- Nas relações entre os Estados Contratantes, a Convenção de Viena de 1968 afastou e substituiu a Convenção Internacional relativa à Circulação Automóvel e a Convenção Internacional relativa à Circulação Rodoviária, assinadas em Paris a 24 de abril de 1926, a Convenção sobre a Regulamentação do Trânsito Automóvel Interamericano, aberta para assinatura em Washington a 15 de dezembro de 1943, e a Convenção sobre a Circulação Rodoviária, aberta para assinatura em Genebra a 19 de setembro de 1949.[34][35]

## Carta de condução (carteira de habilitação) compatível com ISO
O comité (comitê) conjunto ISO/IEC JTC1 18013 estabelece as diretrizes para o formato de desenho (design) e conteúdo dos dados de uma carta de condução (carteira de habilitação) compatível com ISO (IDL). A abordagem do projeto é estabelecer uma carta de condução (carteira de habilitação) doméstica segura (DDP) e o livrete (livreto) que a acompanha para uso internacional, em vez do documento em papel da Permissão Internacional para Dirigir (PDI) ou Licença Internacional de Condução (LIC).
Esta norma, no entanto, deve notar-se, não tem mandato oficial ou reconhecimento do WP.1 da UNECE como um substituto das atuais normas para a PID (LIC), conforme descrito nas Convenções de 1949 e 1968.

### Desenho (design) do cartão
Os requisitos relativos ao conteúdo e disposição (layout) dos elementos dos dados estão contidos no Anexo A da ISO/IEC 18013-1:2018. Pese embora a ideologia principal seja um conjunto mínimo aceitável de requisitos, é concedida liberdade suficiente às autoridades emissoras das cartas de condução (carteiras de habilitação) para satisfazerem as necessidades nacionais, tais como as normas existentes, o conteúdo dos dados e os elementos de segurança.

### Disposição (layout) do livrete (livreto)
As especificações da disposição (layout) do livrete (livreto) estão definidas no Anexo G da ISO/IEC 18013-1:2018. Existem duas opções: um livrete (livreto) com alguma personalização ou um livrete (livreto) sem personalização.

O livrete (livreto) deve ser ligeiramente maior do que uma carta de condução (carteira de habilitação) tamanho ID-1, com um bolso inserido para armazenamento do cartão e para transporte conveniente do livrete (livreto). A capa deve incluir obrigatoriamente o logotipo da ONU ou do país emissor e as palavras em português “Tradução da Carta de Condução (Tradução da Carteira de Habilitação)”, em francês “Traduction du Permis de Conduire”, e em inglês "Translation of Driving Licence".